# دافي كارتر
دافي كارتر (بالإنجليزية: Davy Carter)‏ هو مصرفي ومحامي وسياسي أمريكي، ولد في 31 مارس 1975. حزبياً، نشط في الحزب الجمهوري. وقد انتخب عضو مجلس نواب أركنساس.